# 朝倉彰
朝倉 彰（あさくら あきら、1958年6月30日 - ） は、日本の海洋生物学者。京都大学名誉教授。京都大学フィールド科学教育研究センター長、京都大学瀬戸臨海実験所所長、京都大学白浜水族館館長、日本甲殻類学会会長、国際甲殻類学会(The Crustacean Society)会長 等を歴任。

## 人物・経歴
東京生まれ。1981年横浜国立大学教育学部甲類理科生物学分属卒業。1984年九州大学大学院理学研究科生物学専攻修士課程修了。1987年九州大学大学院理学研究科生物学専攻博士課程修了、理学博士。1988年千葉県教育庁文化課中央博準備室主任技師。1989年千葉県立中央博物館動物科学芸研究員、横浜国立大学教育学部非常勤講師。1998年千葉県立中央博物館上席研究員。2010年神戸大学大学院理学研究科生物学専攻教授、国際甲殻類学会（The Crustacean Society）会長。2011年日本甲殻類学会会長。2012年京都大学フィールド科学教育研究センター基礎海洋生物学部門海洋生物多様性保全学分野教授、京都大学瀬戸臨海実験所所長、京都大学白浜水族館館長。2021年京都大学フィールド科学教育研究センター長、京都大学教育研究評議会評議員。2024年京都大学名誉教授、京都大学フィールド科学教育研究センター海洋生態系部門基礎海洋生物学分野・瀬戸臨海実験所特任教授、京都大学フィールド科学教育研究センター研究員。

## 著書
- Asakura, Akira & Furuki, Tatsuo (eds.)(1994) Biological Expedition to the Northern Mariana Islands, Micronesia. Nat Hist Res, Spec Issue, 1. 344 pp. Natural History Museum and Institute, Chiba.
- 朝倉彰（編）『北マリアナ探検航海記』文一総合出版 1995年
- 朝倉彰（編）『甲殻類学 : エビ・カニとその仲間の世界』東海大学出版会 2003年
- Asakura, Akira (ed.)『Biology of Anomura II, Proceedings of the Symposium, Sixth International Crustacean Congress, Glasgow, U.K. 』Crust Res, SN 6. 2006年
- Asakura, Akira (ed.)『New Frontiers in Crustacean Biology』Brill, The Netherlands. 2011年
- 朝倉彰(訳)『潮間帯の生態学』（原著:D. Raffaelli, S. Hawkins, 1996.「Intertidal Ecology」. Chapman and Hall）文一総合出版 1999年
- その他多数